# بيلي نج
بيلي نج (بالصينية: 黄绍铭) هو لاعب كرة الريشة ماليزي، ولد في 1940 في جوهر بهرو في ماليزيا.